# Play the Blues (Junior Wells & Buddy Guy)
Play the Blues è un album di Junior Wells e Buddy Guy, pubblicato dalla Atco Records nel 1972.

## Tracce
Lato A
1. A Man of Many Words – 4:00 (Buddy Guy) – Registrato nell'ottobre 1970 al Criteria Studios di Miami (Florida)
2. My Baby Left Me (She Left Me a Mule to Ride) – 3:07 (Sonny Boy Williamson) – Registrato nell'ottobre 1970 al Criteria Studios di Miami (Florida)
3. a) Come on in This House b) Have Mercy Baby – 4:19 (Junior Wells) – Registrato nell'ottobre 1970 al Criteria Studios di Miami (Florida)
4. T-Bone Shuffle – 4:16 (Aaron T-Bone Walker) – Registrato nell'ottobre 1970 al Criteria Studios di Miami (Florida)
5. A Poor Man's Plea – 3:11 (Junior Wells) – Registrato nell'ottobre 1970 al Criteria Studios di Miami (Florida)

Lato B
1. Messin' with the Kid – 2:11 (Mel London) – Registrato nell'ottobre 1970 al Criteria Studios di Miami (Florida)
2. This Old Fool – 4:43 (Buddy Guy) – Registrato nell'aprile 1972 all'Intermedia Studios di Boston, Massachusetts
3. I Don't Know – 4:26 (Willie Mabon) – Registrato nell'ottobre 1970 al Criteria Studios di Miami (Florida)
4. Bad Bad Whiskey – 4:12 (Thomas Davis) – Registrato nell'ottobre 1970 al Criteria Studios di Miami (Florida)
5. Honeydripper – 3:29 (Joe Liggins) – Registrato nell'aprile 1972 all'Intermedia Studios di Boston, Massachusetts

- Brani A1 e B2 sovraincisi nell'aprile del 1972 all'Atlantic Recording Studios di New York

## Musicisti
- Junior Wells - voce, armonica (brani: A1, A2, A3, A4, A5, B1, B3 e B4)
- Buddy Guy - chitarra solista, chitarra ritmica
- Eric Clapton - chitarra ritmica, chitarra bottleneck (brani: A1, A2, A3, A4, A5, B1, B3 e B4)
- A.C. Reed - sassofono tenore (brani: A1, A2, A3, A4, A5, B1, B3 e B4)
- Leroy Stewart - basso (brani: A2, A3, A4, A5, B1, B3 e B4)
- John Geils - chitarra ritmica (brani: B2 e B5)
- Mike Utey - pianoforte (brani: A2, A3, A5, B3 e B4)
- Roosevelt Shaw - batteria (brani: A2, A3, A4, A5, B1, B3 e B4)
- Stephen Bladd - batteria (brani: B2 e B5)
- Dr. John - pianoforte (brani: A1, A4 e B1)
- Seth Justman - pianoforte (brani: B2 e B5)
- Magic Dick - armonica (brani: B2 e B5)
- Carl Dean Radle - basso (brano: A1)
- Danny Klein - basso (brani: B2 e B5)
- Jim Gordon - batteria (brano: A1)
- Juke Joint Jimmy - foot tapping (brani: B2 e B5)